# George Pelecanos
 (mars 2019).
Si vous disposez d'ouvrages ou d'articles de référence ou si vous connaissez des sites web de qualité traitant du thème abordé ici, merci de compléter l'article en donnant les références utiles à sa vérifiabilité et en les liant à la section « Notes et références ».
George P. Pelecanos, né le 18 février 1957 à Washington, est un écrivain et scénariste américain, auteur de plusieurs romans policiers dont l'action se déroule dans sa ville natale.

## Biographie
D'origine grecque, George Pelecanos naît et grandit dans un quartier ouvrier (avec une forte population noire) où son père tenait un snack-bar. À l'âge de 17 ans, il blesse un ami avec une arme à feu et manque de le tuer. 
Après des études de cinéma à l'université du Maryland, achevées en 1980, il exerce divers petits boulots. En 1981, il crée Circle Films, une société de distribution de films, et commence à écrire la nuit. Dans les films qu'il distribue à cette époque, on trouve aussi bien The Killer de John Woo, que 36 Fillette de Catherine Breillat et Sang pour sang de Joel et Ethan Coen.
Il amorce une carrière de romancier en 1992 par l'écriture de romans à la première personne dont le personnage principal est Nick Stefanos, un Grec de Washington qui travaille parfois comme détective privé. Ainsi naît Liquidations (A Firing Offense), qu'il envoie en 1990 à une maison d'édition qui le garde dans sa pile de manuscrits non publiés durant un an. Mais le roman est finalement accepté et paraît en 1992. Suivront Nick la galère (Nick's Trip, 1993) et Anacostia River Blues (Down by the River Where the Dead Men Go, 1993), pour former, selon Claude Mesplède, une trilogie « de qualité [où] Pelecanos soigne particulièrement la psychologie et la profondeur humaine de ses principaux personnages (notamment celui de Nick avec ses tendances autodestructrices). »
Après un thriller sans héros récurrent intitulé Le Chien qui vendait des chaussures (Shoedog, 1994), Pelecanos adopte un style renouvelé et parvient à élargir le spectre de sa fiction avec la série du « D.C. Quartet », souvent comparé au L.A. Quartet de James Ellroy, parce que les récits entremêlent sur plusieurs décennies des personnages issus de diverses communautés évoluant dans un Washington en pleine mutation. Le premier titre de la série, Un nommé Peter Karras (The Big Blowdown, 1996) raconte, par le truchement de Peter Karras, un ancien GI, les rackets dans les quartiers pauvres de la capitale américaine pendant les années 1950. Le deuxième volet, King Suckerman (1997), se déroule en 1976 et rend hommage à la blaxploitation en traçant les contours du visage changeant de la ville à cette époque. Le jeune Dimitri Karras et son ami Marcus Clay sont plongés dans des démêlés violents avec des trafiquants de drogue. Suave comme l'éternité (The Sweet Forever, 1998) se déroule en 1986 et est souvent considéré comme le meilleur livre de Pelecanos. Dimitri Karras et Marcus Clay sont embarqués en pleine tourmente dans une ville ravagée par le trafic de drogue, la dégradation sociale et la corruption des autorités. Y est évoqué le basket-ball comme thème récurrent. Le sport apparaît en effet comme le terrain d'une coopération possible entre les races et illustre aussi l'envers de ce possible : le terrain de basket devient également le lieu des conflits non résolus. Dans ce cas, les comportements violents et criminels opposent les participants dans des micro-intrigues qui innervent le récit. Funky Guns (Shame the Devil, 2000) achève la tétralogie. Nick Stefanos, relégué jusque-là à un rôle secondaire, apparaît afin d'aider Dimitri Karras à se venger des tueurs qui ont fait périr sa famille.
En 2001, une nouvelle équipe de détectives privés, Derek Strange et Terry Quinn, voit le jour dans Blanc comme neige, suivi de Tout se paye et Soul Circus. Bien que ces livres aient eu un succès critique et qu'ils aient assis la position de l'auteur parmi les meilleurs auteurs de romans policiers, ils n'ont pas créé le même culte que le « D.C. Quartet ». Néanmoins, ils prolongent le travail critique et analytique de l'auteur sur la situation des conflits sociaux et raciaux permanent entre les communautés sur le territoire de Washington. Peut-être sensible aux critiques de ses lecteurs, Pelecanos ramène Derek Strange à sa jeunesse dans le Washington des années 1950 avec Hard Revolution (2001). Pelecanos joint au livre un CD, en faisant l'un des premiers romans qui incluent leur propre bande son. En 2005, Pelecanos publie Drama City.
Pelecanos a également travaillé à l'écriture et la production pour HBO de la série télévisée américaine Sur écoute (The Wire) pour laquelle il est nommé pour un Emmy Awards et remporte un Edgar. Il est aussi le scénariste de Treme produit par HBO, qui raconte les aventures de plusieurs musiciens à la Nouvelle-Orléans après le passage de l'ouragan Katrina.
Depuis 2006, Pelecanos vit dans une banlieue aisée de Washington, à Silver Spring avec sa femme et ses trois enfants.

## Le style
Pelecanos est dans la tradition des écrivains noirs de la rue. Pas d'intrigues aussi complexes que chez James Ellroy mais un réalisme, un sens du détail quasi journalistique (qui rapproche Pelecanos de Michael Connelly) et de l'anecdote qui donnent à ses romans une dimension de témoignage social. L'omniprésence des dialogues, et les descriptions très concrètes (lieux, voitures, armes, drogues, fond musical, etc.) donnent un aspect très cinématographique aux romans.
Dans les thèmes, l'auteur s'intéresse beaucoup à la vie des communautés et à leur cohabitation, dans une ville où les ghettos sont légion et les frontières sociales et/ou raciales très présentes dans les esprits. Les tensions raciales forment des barrières difficiles à surmonter, mais qui peuvent l'être par la musique, le cinéma ou le sport, autant de références qui tiennent une place importante dans son œuvre. Il est de tradition que le romancier livre une discographie à la fin de ses ouvrages.

## Œuvres

### SérieNick Stefanos
- A Firing Offense (1992) Publié en français sous le titre Liquidation, Paris, Murder Inc Thriller Noir, 2003 ; réédition, Paris, Le Livre de poche no 37120, 2005.
- Nick's Trip (1993) Publié en français sous le titre Nick la galère, Paris, Murder Inc Thriller Noir, 2001 ; réédition, Paris, Le Livre de poche no 37061, 2005 ; réédition sous le  titre Par amitié. Paris. Points Policier no P2939, 2013
- Down by the River Where the Dead Men Go (1993) Publié en français sous le titre Anacostia River Blues, Paris, Murder Inc Thriller Noir, 1999 ; réédition, Paris, Pocket no 10988, 2000.

### SérieD.C. Quartet
- The Big Blowdown (1996) Publié en français sous le titre Un nommé Peter Karras, Paris, Murder Inc Thriller Noir, 2000 ; réédition, Paris, Pocket no 11294, 2002, réédition, Paris, Points Policier no 2717, 2011.
- King Suckerman (1997) Publié en français sous le titre King Suckerman, Paris, L'Olivier, 1999 ; réédition, Paris, Points Policier no 847, 2001 ; réédition, Paris, Points Policier nouvelle couverture, 2009.
- The Sweet Forever (1998) Publié en français sous le titre Suave comme l'éternité, Paris, L'Olivier, 2000 ; réédition, Paris, Points Policier no 1001, 2002.
- Shame the Devil (2000) Publié en français sous le titre Funky Guns, Paris, L'Olivier, 2001 ; réédition, Paris, Points Policier no 1158, 2004.

### SérieDerek Strange et Terry Quinn
- Right as Rain (2001) Publié en français sous le titre Blanc comme neige, Paris, L'Olivier, 2002 ; réédition, Paris, Points Policier no 1105, 2004.
- Hell to Pay (2002) Publié en français sous le titre Tout se paye, Paris, L'Olivier, 2003 ; réédition, Paris, Points Policier no 1245, 2004.
- Soul Circus (2003) Publié en français sous le titre Soul Circus, Paris, L'Olivier, 2005 ; réédition, Paris, Points Policier no 1393, 2005.
- Hard Revolution (2004) Publié en français sous le titre Hard Revolution, Paris, Seuil Policiers, 2005 ; réédition, Paris, Points Policier no 1559, 2006.
- What it Was (2012)Publié en français sous le titre Red Fury, Paris, Calmann-Levy, 2015

### SérieSpero Lucas
- The Cut (2011) Publié en français sous le titre Une balade dans la nuit, Paris, Calmann-Lévy, 2013 ; réédition, Paris, Le Livre de poche no 33285, 2014.
- The Double (2013) Publié en français sous le titre Le Double Portrait, Paris, Calmann-Lévy, 2014.

### Romans indépendants
- Shoedog (1994) Publié en français sous le titre Le Chien qui vendait des chaussures, Paris, Gallimard, Série noire no 2460, 1997 ; réédition Folio policier no 391, 2005.
- Drama City (2005) Publié en français sous le titre Drama City, Paris, Seuil Policiers, 2007 ; réédition Points Policier no 1907, 2008.
- The Night Gardener (2006) Publié en français sous le titre Les Jardins de la mort, Paris, Seuil Policiers, 2008 ; réédition Points Policier no 2141, 2009.
- The Turnaround (2008) Publié en français sous le titre Un jour en mai, Paris, Seuil Policiers, 2009 ; réédition Points Policier no 2431, 2010.
- The Way Home (2008) Publié en français sous le titre Mauvais Fils, Paris, Seuil Policiers, 2011 ; réédition Points Policier no 2749, 2012.
- The Man Who Came Uptown (2018) Publié en français sous le titre À peine libéré, Paris, Calmann-Lévy, 2020
- Owning Up (2024) Publié en français sous le titre Faute avouée, Paris, Calmann-Lévy, 2025

### Recueil de nouvelles
- The Martini Shot (2015) Publié en français sous le titre La Dernière Prise, Paris, Calmann-Levy, 2016

## Source
- Claude Mesplède, Dictionnaire des littératures policières, vol. 2 : J - Z, Nantes, Joseph K, coll. « Temps noir », 2007, 1086 p. (ISBN 978-2-910-68645-1, OCLC 315873361), p. 503-505.

### Sites
- « George Pelecanos » (présentation), sur l'Internet Movie Database
- (en) Site officiel de George Pelecanos
- (en) The Night Garderner Reviews sur Metacritic.com
- (en) Drama City Reviews sur Metacritic.com
- (en) Interview tiré du programme The Sound of Young America
- (en) George P. Pelecanos sur Internet Book List
- Bibliographie commentée de George Pelecanos
- Notices d'autorité :   - VIAF
  - ISNI
  - BnF (données)
  - IdRef
  - LCCN
  - GND
  - Italie
  - Japon
  - CiNii
  - Espagne
  - Belgique
  - Pays-Bas
  - Pologne
  - Israël
  - NUKAT
  - Suède
  - Australie
  - Norvège
  - WorldCat

### Articles
- (en) Ten Thousand Bullets interview dans City Pages, 19 juillet 2006
- (en) George Pelecanos on 'The Wire' and D.C. pulp fiction" tiré de City Pages interview, 19 juillet 2006
- Biographie sur www.evene.fr
- Portrait dans Lire